# Peter Naumburg
Peter Naumburg, född 4 februari 1841 i Långaröds socken, död 16 december 1902 i Stockholm, var en svensk fabrikör och uppfinnare.
Peter Naumburg var son till hovslagarmästaren Gottfrid Naumburg. Han kom som ung till Malmö där han 1862 antogs som kopparslagargesäll. Efter ett års anställning bland annat vid Kockums Mekaniska Verkstads AB flyttade han 1863 till Stockholm och arbetade först vid Djurgårdsvarvet och sedan i Lagerbergs mekaniska verkstad till 1865. 1870 öppnade han tillsammans med en arbetskamrat egen verksamhet i Stockholm. Till en början bedrevs verksamheten i liten skala för rörledningsinstallationer men utvecklades snabbt under högkonjunkturen och byggnationerna under 1870-talet. Naumburg bytte 1877 kompanjon och fick 1879 rättigheter som gasbelysningsentreprenör under firmanamnet Naumburg & Hultman. Firman fortsatte att växa; 1882 separerade Naumburg från sin kompanjon och fortsatte verksamheten under firmanamnet Naumburg & co. Vid sekelskiftet omkring 1900 var firman den största i sitt slag i Stockholm med ett tillverkningsvärde av omkring 200.000 och gjorde de flesta installationer av rörledningar och sanitära anläggningar i Stockholm. Naumburg tog även patent på flera uppfinningar av sanitära konstruktioner. Firman ombildades 1908 till aktiebolag.